# Estrada nacional 25 (Suécia)
| 25 |

A Estrada nacional 25 (em sueco: Riksväg 25) é uma estrada nacional sueca com uma extensão de 239 km, que atravessa as províncias históricas da Halland e da Småland.
Liga as cidades de Halmstad e Kalmar, passando por Simlångsdalen, Ljungby, Ryssby, Vaxjö, Lessebo e Nybro.